# BAT FK.26
BAT FK.26 Commercial var ett brittiskt passagerarflygplan.
Flygplanet blev världens första flygplan som redan på konstruktionsstadiet var tänkt för civil användning. 
Redan samma dag som första världskriget upphörde ritade Frederick Koolhoven de första skisserna på ett passagerarflygplan med plats för fyra passagerare. Med freden skulle de militära beställningarna minska och flygindustrin behövde nya produkter för att locka den civila marknaden. Flera flygbolag startades som bedrev passagerartrafik med modifierade stridsflygplan. Oftast blev antalet passagerare begränsat och flygplanen var inte helt lämpliga för sin nya roll.
Koolhovens idée var att skapa ett passagerarflygplan där passagerarna vistades inne i en kabin med komfortabel miljö, istället för de öppna sittbrunnar som före detta bombflygplan erbjöd. Flygplanet gavs några nya konstruktionslösningar. Den inbyggda kabinen placerades nära flygplanets tyngdpunkt med en öppen cockpit mellan kabinen och fenan. Flygplanet var dubbeldäckat med den undre vingen infäst i underkanten av flygplanskroppen. Den övre vingen bars upp av fyra kraftiga stöttor från undervingen samt kabintaket. Både det övre och undre vingparet var försedda med skevroder som var ihopkopplade via en stötstång. Hjulstället var av den fasta typen med hjulen centrerade till vingens framkant. Under fenan fanns en sporrfjäder för avlastning av stjärtpartiet. Som kraftkälla valdes en vätskekyld Rolls Royce Eagle motor som drev en fyrbladig dragande propeller.
Den första prototypen G-EAAI flög första gången i april 1919 från Hendon Airfield med major Christopher Draper i cockpit. Flygplanet visade sig ha bra flygegenskaper och den enda dåliga punkten man kunde hitta var att dörren till passagerarkabinen var för smal. Sedan flygplanet hade premiärvisats, väntade sig BAT ett stort antal order på flygplanet från olika flygbolag. Men på grund av krigsmaktens dumpning av priset på överkottsflygplan blev kostnaden för det nya passagerarflygplanet för hög och orderna uteblev. Trots att inga order kom bestämde BAT att tillverka ytterligare tre flygplan. Flygplanen gavs registreringen G-EAHN, G-EANI och G-EAPK. Sedan de hade färdigställts användes de av BAT för charterflygningar i England och Europa. 
Det andra prototypflygplanet (G-EAHN) flögs av Draper med Koolhoven som passagerare till Amsterdam 1 augusti 1919, där man medverkade i Nederländernas första flygutställning (ELTA). 
Vid ELTA-utställningen väckte flygplanet stor uppmärksamhet och den nederländske löjtnanten L. Coblijn föreslog Koolhoven att man borde öppna en flyglinje mellan England och Nederländerna med flygplanet. Coblijn och Koolhoven startade tillsammans flygbolaget COBOR för att en gång i veckan flyga mellan Hounslow Londen - Soesterberg Amsterdam. Trafiken kom igång med en premiärflygning 18 september 1919, men på grund av att brittiska Air Ministry hyrt flygplanet för militärtransporter kom inte flygningarna att bli regelbundna, och i slutet av oktober tvingades man lägga ner flyglinjen.
Av de fyra tillverkade flygplanen lyckades BAT bara sälja ett flygplan. Flygbolaget Instone Airline köpte (G-EAPK) 1920 som sattes in på trafik mellan Croydon och Paris fram till juli 1922.
1937 köptes ett av prototypflygplanen av Koolhoven som lät renovera flygplanet vid sin fabrik i Nederländerna, därefter donerade 1938 han flygplanet till flygplatsen Amsterdam-Schiphols flygplats, för att bli ett utställningsflygplan. När Tyskland invaderade Nederländerna 1940 krävde man att alla flygplan och flygplanskomponenter skulle lämnas över till ockupationsmakten. Tio flygplan från utställningen vid Amsterdam-Schiphols flygplats lastades på kanalbåtar för att föras till Fokker fabriken i norra Amsterdam. Båtarna maskerades för att inte Royal Air Force skulle anfalla och förstöra några flygplan, men lokalbefolkningen, som såg att båtarna var lastade med flygplan, bestämde sig för att under natten sänka flygplanen i vattnet. Därmed var flygplanet borta för eftervärlden. 